# European Quality Improvement System

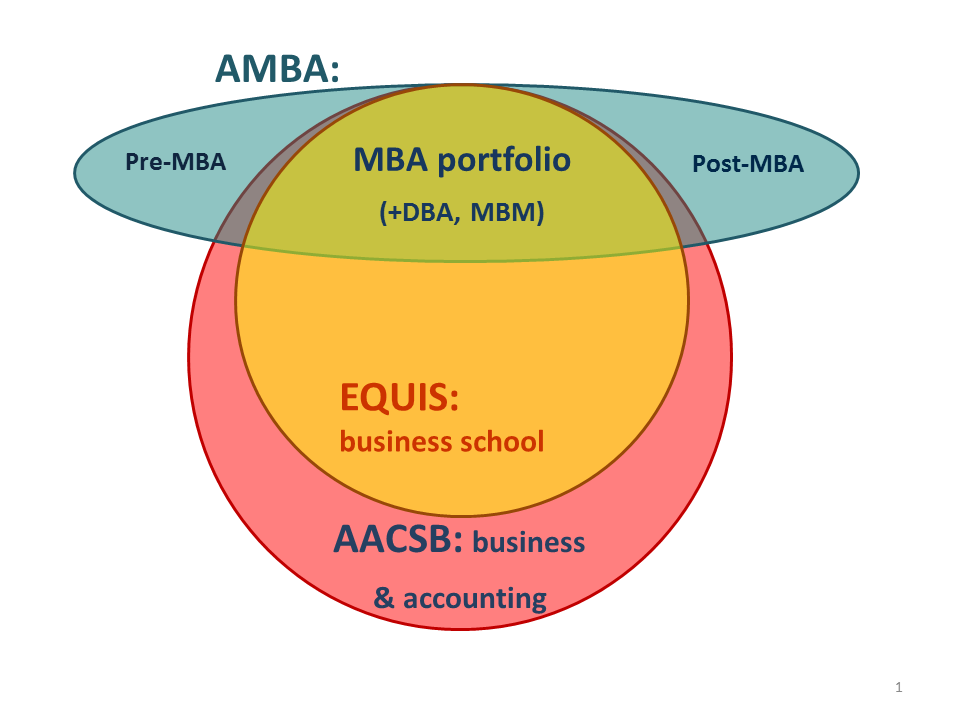
Scope of business school accreditation for AACSB, EQUIS and AMBA

Lo European Quality Improvement System (nome inglese per Sistema Europeo per il Miglioramento della Qualità) è un criterio di accreditamento per le istituzioni di alta formazione, utilizzato dalla European Foundation for Management Development. A dati Maggio 2009, il sistema EQUIS ha accreditato oltre 115 business schools in 33 paesi del mondo.
Il sistema di valutazione fu creato nel 1998, sotto la direzione di Gordon Shenton. L'attuale direzione è Julio Urgel.

## Obiettivi dell'accreditamento
L'accreditamento viene concesso sulla base della qualità generale offerta da una specifica business school in termini di attività offerte e internazionalità dell'istituzione. Per questo secondo punto di vista l'accreditamento EQUIS ha standard più rigidi rispetto a quelli di organizzazioni simili come la statunitense AACSB; è interessante notare come tutte le scuole accreditate EQUIS siano accreditare AACSB, ma non viceversa.
L'accreditamento EQUIS può avere validità di 5 anni senza condizioni o di 3 anni, con revisione obbligatoria annuale.